# Верњикица
Верњикица је сува пећина, која се налази у близини Бора, у источном делу Србије. 

## Положај пећине и околине
Налази се на левој страни кањона у долини Лазареве реке. Улаз у пећину лежи на вертикалној литици, на висини од 454 m надморске висине, односно око 150 m изнад корита Лазареве реке. Од Лазареве пећине је удаљена 1,5 km и са њом је повезана уређеном пешачком стазом, успона 164 m. Назив пећине вероватно потиче од влашке речи вар, која значи кречњак.

## Постанак и значај пећине
Постанак Верњикице уско је везан за еволуцију кањона Лазареве долине. Источне падине Кучаја пресецају три реке, а највећа Лазарева долина усекла је свој кањонски део, на дужини од 5 km и дубини од 300 m. Изнад кањона су крашке површи, без површинске хидрографске мреже. Подземно одводњавање ових површи започето је тек пошто је делимично усечен кањон. Појава шареног шљунка у Верњикици указује и на њен постанак. Она је стварана радом подземног тока који је формиран изван крашког подручја. Шљунак састављен је од кварца, филита, амфиболита, пешчара и другог материјала, потиче са централних делова Кучаја. Положај Главног канала, са нагибом и одсецима од улаза према завршном делу, указује на понорски карактер пећине. Она је изграђивана у првом реду деловањем механичке ерозије, али и уз дејство хемијске ерозије. Брзим усецањем кањона Лазареве долине дубље од 150 m, Верњикица губи хидролошку функцију. У другој фази престаје ерозивна фаза стварања пећине коју замењује акумулација хемијских талога и стварање богатог пећинског накита. Разнобојан и разноврстан накит учвршћује ову пећину у ред најбогатијих и најлепших у Србији.

## Изглед и особине пећине
Дужина пећине износи 1.015 m, а њена површина око 13.000 m². Улаз у Верњикицу, широк је 3 m, a висок 2,3 m, налази се високо у литици кањона, са које се спуштају многобројни сипари. Од њега полази релативно узак канал, дужине око 60 m, који је местимично преграђен блоковима кречњака и спаја неколико дворана. У првом делу улазни канал благо пада, да би се, затим стрмо спустио према првој дворани. Дно му је на целој дужини покривено блоковима. Верњикица се састоји из 9 дворана („Пријемна“, „Каскадна“, „Вилинград“, „Понор“, „Колосеум“, „Мраморје“, „Сала оружја“, „Мермерна“ и „Сипарска“) и неколико сужења. Прва дворана има правац запад-исток и дугачка је 70 m, широка 60 m, а висока око 25 m. Дно јој је нагнуто према главном каналу и покривено је шареним шљунком од кристалних шкриљаца и блоковима кречњака. У дворани се јављају бигрени басени и кристални заливи са мањим сталактитима. У западном делу дворане, почиње западни канал. Он се прво пење, а потом спушта и спаја са високим каналом, градећи омању дворану, чије је дно такође покривено шареним шљунком. На прву дворану наставља се први канал, који се нагло сужава и дели у два узана и паралелна ходника, који заједно избијају у другу дворану. Друга дворана дугачка је 45 m, широка 50 m и висока до 20 m, има правац југозапад-североисток. Главни канал се даље поново рачва на два ходника, који су знатно пространији. Они се убрзо спајају у једну издужену дворану, широку око 20 m, која се завршава одсеком, високим 3,5 m. Под њим су два канала, од којих се северни, богат накитом пење за 18 m. Главни канал скреће из ове дворане на југ, има стрм пад и завршава се на дубини од 57 m. Изнад завршног дела, налази се виглед, висине 19 m, низ који пада сипарски материјал, градећи у подножју купу. Овим вигледом пећина Верњикица поново избија на литицу Лазареве реке. У дворанама се налази велики број сталактита, сталагмита, стубова, драперија, који представљају специфичност ове пећине. Верњикица спада у ред сувих пећина. Има композитан склоп. Њу је створила Лазарева река, која је понирала на левој долинској страни клисуре, изградивши подземни меандар и након тога опет избијала на истој долинској страни.

### Фауна
Фосилна фауна – Ursus spelaeus (пећински медвед). У пећини обитавају: копнени рачић – мокрица Trichoniscus bogovinae Pljakić, стоноге Brachydesmus troglobius Daday и Bulgarosoma lazarevensis (Ceuca), пауци Centromerus prope dacicus Dumitrescu & Georgescu, Lepthyphantes trnovensis (Drensky) и две врсте бескрилних инсеката из рода Onychiurus, као и колеоптера Bryaxis sculptifrons (Reitter). Ова пећина је и уједно једно од назначајнијих зимских склоништа слепих мишева у Србији.

## Туризам
Пећина је уређена за туристичку посету. Прва научна истраживања пећине извршена су 1960. године. Прилазна пешачка стаза је уређена 1976. године, а тада је завршен и пројекат туристичког уређења пећине. Права знаменитост ове пећине је пећински накит и једна од највећих и највиших дворана у пећинама Србије, дворана "Колосеум". Она је кружног облика, пречника 50-60 m, са таваницом у виду куполе, високе преко 50 m. У овој дворани истиче се сталагмит "Колос", висине 11,5 m, који представља заштитни знак Верњикице. За њену туристичку експлоатацију не постоје повољни саобраћајни услови. Требало би и на њу рачунати, али само у комплексу већ познате Злотксе пећине. Пећина Верњикица је заједно са Лазаревом пећином и кањоном Лазареве реке заштићена Законом.